# Мокрий Микола Микитович
Микола Микитович Мокрий (15 вересня 1919 — 6 квітня 1944) — радянський військовик, Герой Радянського Союзу (1943), уроки німецько-радянської війни командир відділення розвідки артилерійської батареї 200-го гвардійського легкого артилерійського полку 3-ї гвардійської легкої артилерійської Бахмацької бригади 1-ї гвардійської артилерійської Глухівської Червонопрапорної дивізії Резерву Головного Командування (РГК) 60-ї армії Центрального фронту, гвардії єфрейтор.

## Біографія
Народився 15 вересня 1919 року в м. Лозова (УНР), в сім'ї робітника. Українець. Закінчив у 1934 році Лозівську залізничну школу № 54. Працював у кондукторському резерві Лозівського залізничного вузла. 
У 1939 році призваний до лав Радянської Армії.
Учасник німецько-радянської війни з вересня 1941 року. Бився з ворогом на Південно-Західному, Сталінградському, Північно — Кавказькому, 1-му Українському фронтах.
Командир відділення батареї артилерійської розвідки 200-го гвардійського легкого артилерійського полку гвардії єфрейтор Мокрий у боях у серпні-вересні 1943 року постійно знаходився на передовій спостережного пункту, забезпечував підтримку наступаючих військ. 
Першим з артилеристів у складі передового загону піхоти форсував Дніпро 2 жовтня 1943 року в районі с. Медвин Чорнобильського району Київської області. Вів розвідку оборони противника. У бою за плацдарм за його цілевказівками було знищено 3 міномети і 1 артбатарею, 12 кулеметів, 3 спостережні пункти.
За участь в успішному форсуванні Дніпра на північ від Києва і проявлені в боях з ворогом мужність і відвагу Указом Президії Верховної Ради СРСР від 17 жовтня 1943 року командиру відділення артрозвідки 200-го гвардійського легко артилерійського полку 1-ї І гвардійської Червонопрапорної Глухівської І артилерійської дивізії РГК гвардії єфрейтору М. М. Мокрому присвоєно звання Героя Радянського Союзу.
6 квітня 1944 року загинув у бою. Похований у с. Золотники Теребовлянського району Тернопільської області. Іменем Героя названо парк у центрі села. Гвардії єфрейтор М. М. Мокрий навічно зарахований у списки військової частини.

## Нагороди
Нагороджений орденом Леніна, медалями «За відвагу», «За бойові заслуги».

## Джерело
- Лозівчани — Герої СРСР